# COPB2
COPB2‏ (Coatomer protein complex subunit beta 2) هوَ بروتين يُشَفر بواسطة جين COPB2 في الإنسان.

## الوظيفة
يعتبر بروتين COPB2 هو جزء من مجمع البروتين الغلافي COPI، وهو مسؤول عن نقل الحويصلات بين جهاز غولجي والشبكة الإندوبلازمية. يلعب دورًا هامًا في الحفاظ على سلامة هذه العضيات الخلوية وكذلك في الحفاظ على توازن الخلية.

## الأهمية السريرية
من الناحية السريرية، يُعتبر COPB2 مهم في عدة أنواع من السرطانات وقد تم ربطه بتكاثر الخلايا السرطانية، وبقائها وانتشارها كذلك. وبالتالي، يُنظر إليه على أنه علامة تشخيصية واعدة.